# Саранап (Каліфорнія)
Саранап (англ. Saranap) — переписна місцевість (CDP) в США, в окрузі Контра-Коста штату Каліфорнія. Населення — 5830 осіб (2020).

## Географія
Саранап розташований за координатами 37°53′16″ пн. ш. 122°4′34″ зх. д. / 37.88778° пн. ш. 122.07611° зх. д. (37.887816, -122.076127).  За даними Бюро перепису населення США в 2010 році переписна місцевість мала площу 2,94 км², уся площа — суходіл.

## Демографія
Згідно з переписом 2010 року, у переписній місцевості мешкали 5202 особи в 2173 домогосподарствах у складі 1365 родин. Густота населення становила 1770 осіб/км².  Було 2257 помешкань (768/км²).
Расовий склад населення:
| - 82,2 % — білих - 8,7 % — азіатів - 1,3 % — чорних або афроамериканців - 0,3 % — корінних американців - 0,2 % — вихідців з тихоокеанських островів - 2,2 % — осіб інших рас |

До двох чи більше рас належало 5,2 %. Частка іспаномовних становила 8,4 % від усіх жителів.
За віковим діапазоном населення розподілялося таким чином: 22,9 % — особи молодші 18 років, 64,1 % — особи у віці 18—64 років, 13,0 % — особи у віці 65 років та старші. Медіана віку мешканця становила 41,9 року. На 100 осіб жіночої статі у переписній місцевості припадало 96,7 чоловіків;  на 100 жінок у віці від 18 років та старших — 91,6 чоловіків також старших 18 років.
Середній дохід на одне домашнє господарство  становив 131 294 долари США (медіана — 110 795), а середній дохід на одну сім'ю — 161 124 долари (медіана — 133 117). Медіана доходів становила 100 266 доларів для чоловіків та 66 856 доларів для жінок. За межею бідності перебувало 8,8 % осіб, у тому числі 20,7 % дітей у віці до 18 років та 1,8 % осіб у віці 65 років та старших.
Цивільне працевлаштоване населення становило 2897 осіб. Основні галузі зайнятості: освіта, охорона здоров'я та соціальна допомога — 23,4 %, науковці, спеціалісти, менеджери — 22,6 %, фінанси, страхування та нерухомість — 9,9 %, роздрібна торгівля — 7,4 %.